# Cúp bóng đá Estonia 2007–08
Cúp bóng đá Estonia 2007–08 (tiếng Estonia: Eesti Karikas) là mùa giải thứ 21 của giải đấu bóng đá loại trực tiếp ở Estonia. Đội đoạt cúp giành quyền tham gia Vòng loại thứ hau Cúp UEFA 2008–09. Đương kim vô địch, Levadia, bị loại ở bán kết sau loạt sút luân lưu với đội bóng Flora.
Giải đấu kết thúc với trận chung kết diễn ra tại Sân vận động Kadrioru, Tallinn ngày 13 tháng 5 năm 2008 với việc Flora giành chức vô địch với chiến thắng 3 – 1. Trận đấu được tường thuật trên kênh Kalev Sport.
Tổng cộng có 71 tham gia giải đấu.

## Vòng Một
Chỉ có 7 trận đấu diễn ra ở vòng Một để lấy số đội từ 71 còn 64, và 57 đội khác được miễn đấu. Hai đội từ Meistriliiga – TVMK Tallinn (vô địch 2003, 2006; đội vào chung kết 2004, 2005) và Tulevik Viljandi (vào chung kết 1999; 2000) – bắt đầu giải đấu ngay từ đầu.
| Bản mẫu:Fb team Ajax II | v | TVMK |
| ----------------------- | - | ---- |
|                         |   |      |

| Bản mẫu:Fb team Kaitseliit | v | Bản mẫu:Fb team Elva II |
| -------------------------- | - | ----------------------- |
|                            |   |                         |

| Välk 494 | v | Bản mẫu:Fb team Metec |
| -------- | - | --------------------- |
|          |   |                       |

| Bản mẫu:Fb team Olympic | v | Quattromed |
| ----------------------- | - | ---------- |
|                         |   |            |

| Tulevik | v | Bản mẫu:Fb team Atletik |
| ------- | - | ----------------------- |
|         |   |                         |

| Bản mẫu:Fb team Kalev II | v | Bản mẫu:Fb team Ararat |
| ------------------------ | - | ---------------------- |
|                          |   |                        |

| Bản mẫu:Fb team Tabasalu | v | Bản mẫu:Fb team Järva-Jaani |
| ------------------------ | - | --------------------------- |
|                          |   |                             |

## Vòng Bốn
| Bản mẫu:Fb team Flora | v | Bản mẫu:Fb team Tabasalu |
| --------------------- | - | ------------------------ |
|                       |   |                          |

| Bản mẫu:Fb team Levadia | v | Maag Tammeka III |
| ----------------------- | - | ---------------- |
|                         |   |                  |

| Bản mẫu:Fb team Kalev | v | Bản mẫu:Fb team Trans II |
| --------------------- | - | ------------------------ |
|                       |   |                          |

| TVMK | v | Bản mẫu:Fb team Maag Tammeka |
| ---- | - | ---------------------------- |
|      |   |                              |

| Bản mẫu:Fb team Trans | v | Bản mẫu:Fb team Esteve |
| --------------------- | - | ---------------------- |
|                       |   |                        |

| Santos (as Välk 494 Tartu) | v | Bản mẫu:Fb team Tulevik II |
| -------------------------- | - | -------------------------- |
|                            |   |                            |

| Maag Tammeka II | v | Bản mẫu:Fb team Ganvix |
| --------------- | - | ---------------------- |
|                 |   |                        |

| Bản mẫu:Fb team Elva | v | Bản mẫu:Fb team Flora II |
| -------------------- | - | ------------------------ |
|                      |   |                          |

## Tứ kết
Có 4 đội bóng từ Tallinn vào đến trận tứ kết, gồm cả đương kim vô địch Levadia. Ngoài ra còn có sự góp mặt của 3 đội từ Tartu và 1 đội từ Narva.
Trận thắng của Flora II không như mong đợi, nhưng họ đã thi đấu tốt ở các vòng đấu trước, nên đây không phải là bất ngờ lớn khi đội bóng này vượt qua câu lạc bộ đến từ Meistriliiga. Maag Tammeka không gặp trở ngại khi đánh bại Santos, đội bóng duy nhất đến từ hạng nhì. Trong khi các đội bóng lớn giành chiến thắng, đội dự bị của Maag Tammeka thất bại trước Flora, bị dẫn 2 bàn trong 8 phút đầu tiên và thêm 2 bàn nữa sau đó. Trận đấu duy nhất có sự tham gia của hai đội ở hạng cao nhất kết thúc với chiến thắng dễ dàng dành cho Levadia trước đội vô địch năm 2001 Trans.
| Bản mẫu:Fb team Levadia       | v | Bản mẫu:Fb team Trans |
| ----------------------------- | - | --------------------- |
| Zelinski 2' · Andreev 44' 57' |   | Lõsanov 74'           |

| Maag Tammeka II | v | Bản mẫu:Fb team Flora             |
| --------------- | - | --------------------------------- |
| Perlin 58'      |   | Post 7' · Anier 8' 71' · Hurt 57' |

| Bản mẫu:Fb team Kalev | v | Bản mẫu:Fb team Flora II                        |
| --------------------- | - | ----------------------------------------------- |
| Tikenberg 37'         |   | Reinsoo 58' (ph.đ.) · Toomet 76' · Kallaste 85' |

| Santos† | v | Bản mẫu:Fb team Maag Tammeka              |
| ------- | - | ----------------------------------------- |
|         |   | Ossipov 23' · Starovoitov 52' · Prosa 82' |

† – Välk 494 Tartu đổi tên thành FC Santos Tartu.

## Bán kết
| Bản mẫu:Fb team Flora                  | v     | Bản mẫu:Fb team Levadia |
| -------------------------------------- | ----- | ----------------------- |
| Kasimir 13'                            |       | Malov 85'               |
| Loạt sút luân lưu                      |       |                         |
| Hakola · Zahovaiko · Sidorenkov · Vunk | 4 – 1 | Nahk · Kink · Leitan    |

| Bản mẫu:Fb team Flora II | v | Bản mẫu:Fb team Maag Tammeka |
| ------------------------ | - | ---------------------------- |
|                          |   | Starovoitov 4' 15' 17'       |

## Chung kết
Với lợi thế cao hơn hẳn, Flora Tallinn, đội đã vô địch 2 lần trước đó, vào các năm 1995 và 1997, lần thứ 6 góp mặt vào trận chung kết. Đội bóng cửa dưới, Maag Tammeka Tartu, thi đấu trận chung kết đầu tiên, và cũng chỉ là đội bóng thứ hai đến từ Tartu vào đến chung kết.
| Bản mẫu:Fb team Flora                         | v | Bản mẫu:Fb team Maag Tammeka |
| --------------------------------------------- | - | ---------------------------- |
| Post 1' · Hakola 47' (ph.đ.) 64' · Aksalu 69' |   | Ossipov 72' (ph.đ.) 90+1'    |

## Vua phá lưới
| Vị thứ | Cầu thủ               | Câu lạc bộ                   | Số bàn thắng |
| ------ | --------------------- | ---------------------------- | ------------ |
| 1      | Alo Dupikov           | Bản mẫu:Fb team Flora II     | 9            |
| 2      | Mario Hansi           | Maag Tammeka II              | 6            |
| 2      | Vladislav Ivanov      | Bản mẫu:Fb team Trans        | 6            |
| 2      | Robert Pluum          | Santos                       | 6            |
| 2      | Tõnis Starkopf        | Bản mẫu:Fb team Esteve       | 6            |
| 5      | Mikk Laas             | Maag Tammeka III             | 5            |
| 5      | Dmitri Lipartov       | Bản mẫu:Fb team Trans        | 5            |
| 5      | Sander Post           | Bản mẫu:Fb team Flora        | 5            |
| 5      | Sergei Starovoitov    | Bản mẫu:Fb team Maag Tammeka | 5            |
| 5      | Denis Šerikov         | Maag Tammeka II              | 5            |
| 5      | Aleksandr Tarassenkov | Bản mẫu:Fb team Trans        | 5            |